# Grendel (Sankt Katharinen)
Grendel ist ein Ortsteil der Ortsgemeinde Sankt Katharinen im rheinland-pfälzischen Landkreis Neuwied.

## Geographie
Der Weiler Grendel liegt auf gut 345 m ü. NHN an der Ostseite der Landesstraße 254 (Kretzhaus–Weißfeld) zwischen Hargarten im Norden und Ginsterhahn im Süden. Naturräumlich lässt sich die Ortschaft innerhalb des Niederwesterwalds dem Rheinwesterwälder Vulkanrücken zuordnen, befindet sich aber am Übergang zum Rhein-Wied-Rücken. Das Gelände fällt nach Osten zum Brochenbach ab.

## Geschichte
Grendel geht auf einen Hof zurück, der erstmals nach 1700 in Erscheinung tritt. Er unterstand als Teil der Linzer Höhe bis zum Beginn des 19. Jahrhunderts der Verwaltung des kurkölnischen Amtes Linz. Seit 1809 gehörte das Gehöft zur seinerzeit neu gebildeten Gemeinde Hargarten, ab 1816 im Verwaltungsbezirk der Bürgermeisterei Linz. Bei Volkszählungen in der ersten Hälfte des 19. Jahrhunderts war er als Grendels-Hof verzeichnet, 1843 umfasste er ein Wohn- und vier Wirtschaftsgebäude. Über seinen damaligen Umfang wuchs Grendel bis zur Mitte des 20. Jahrhunderts nicht hinaus.
Gegen Ende des Zweiten Weltkriegs wurde der als strategisch wichtig geltende Hof am 10./11. März 1945 durch SS-Truppen angezündet und weitgehend zerstört. Heute umfasst Grendel vier bis fünf Wohnhäuser bzw. Hausnummern.
Einwohnerentwicklung
| Jahr | Einwohner |
| ---- | --------- |
| 1816 | 4         |
| 1828 | 5         |
| 1843 | 5         |
| 1885 | 6         |
| 1950 | 5         |
| 1987 | 16        |